# Micromasoria raouli
Micromasoria raouli är en insektsart som beskrevs av Frederick Arthur Godfrey Muir 1923. Micromasoria raouli ingår i släktet Micromasoria och familjen sporrstritar. Inga underarter finns listade i Catalogue of Life.